# John Wetton
John Kenneth Wetton (Willington, 1949. június 12. – Bournemouth, 2017. január 31.) angol énekes, basszusgitáros és dalszerző.

## Zenekarai
- Mogul Thrash (1971)
- Gordon Haskell (1972)
- Family (1971–1972)
- Larry Norman (1972)
- King Crimson (1972–1974)
- Uriah Heep (1975–1976)
- UK (1977–1980, 2011–2015)
- Jack-Knife (1979)
- Wishbone Ash (1980)
- John Wetton (1980–2017)
- Asia (1981–1983, 1984–1986, 1989–1991, 2006–2017)
- Qango (1999–2000)
- Icon (Wetton/Downes) (2002, 2005–2009)

## Lemezei
| - Caught in the Crossfire (1980) E'G/Polydor Records - Voice Mail / Battle Lines (1994) Pony Canyon / Magnetic Air Records - Arkangel (1997) Eagle Records - Welcome to Heaven / Sinister (2000) Avalon Records - Rock of Faith (2003) Giant Electric Pea - Raised in Captivity (2011) Frontiers Records Koncertlemezek - Chasing the Dragon (live in Japan)(1995) Eclipse Records - Akustika: Live in America (1996) - Live in Tokyo 1997 (1998) - No Mans Land Live in Poland (1999) Giant Electric Pea - Hazy Monet Live In New York City May 27, 1997 (1999) - Sub Rosa Live in Milan Italy (1999) - Live At The Sun Plaza Tokyo 1999 (2000) - Live in Argentina (2003) - Live in Stockholm 1998 (2003) - Live in Osaka (2003) - Live in the Underworld (2003) Classic Rock Legends - Amata (2004) Metal Mind Records - Agenda (2004) Metal Mind Records - Live via Satellite (2015) Filmzene - Chasing the Deer (1998) Közös lemezek - Wetton / Manzanera (with Phil Manzanera) (1987) Geffen Records - Monkey Business 1972 – 1997 (with Richard Palmer-James) (1998) - One Way or Another (with Ken Hensley) (2002) Classic Rock Legends - More Than Conquerors (with Ken Hensley) (2002) Classic Rock Legends (DVD-n is megjelent) - New York Minute (with Les Paul Trio) (2015) Válogatáslemezek - King's Road, 1972–1980 (1987) E'G/Virgin Records - Anthology (2001) NMC - The Studio Recordings Anthology (2015) - Larks' Tongues in Aspic (1973 április) - Starless and Bible Black (1974 június) - Red (1974 október) Koncertlemezek - USA (1975, 2002 bővített verzió) 1974 júniusi élő felvétel - The Great Deceiver (1992) 1973-74-es élő felvételek - The Night Watch (1997) 1973. november 23-i élő felvétel - UK (1978) - Danger Money (1979) Koncertlemezek - Night After Night (1979) - Concert Classics, Vol. 4 (1999) 1978-as élő felvétel - Reunion Live in Tokyo (2013) 2011-es élő felvétel - Curtain Call (2015) 2013-as élő felvétel - Asia (1982) - Alpha (1983) - Astra (1985) - Then & Now (1990) félig új felvételek és válogatáslemez - Phoenix (2008) - Omega (2010) - XXX (2012) - Gravitas (2014) Koncertlemezek - Live in Moscow 1990 (1991) - Fantasia: Live in Tokyo (2007) - Spirit of the Night – Live in Cambridge 09 (2010) - Resonance – The Omega Tour 2010 (2012) - High Voltage – Live (2014) - Axis XXX Live San Francisco (2015) Válogatáslemezek - The Very Best of Asia: Heat of the Moment (1982–1990) (2000) - Definitive Collection (2006); #183 US - Wetton Downes (Demo gyűjtemény) (2002) Stallion Records - Icon (2005) Frontiers Records/UMe Digital (US) - Heat of the Moment '05 EP (2005) Frontiers Records - Icon II: Rubicon (2006) Frontiers Records - Icon 3 (2009) Frontiers Records - 1 szám az Action Moves People United albumon (2016) Koncertlemezek - Icon Live: Never in a Million Years (2006) Frontiers Records - Icon: Acoustic TV Broadcast (2006) Frontiers Records (DVD-n is megjelent) - Icon: Heat of the Rising Sun (2012) The Store for Music | Mogul Thrash - Mogul Thrash (1971) Gordon Haskell - It Is and It Isn't (1971) Wetton közreműködik többek közt orgonán, basszusgitáron, billentyűs hangszereken. Family - Fearless (1971 október) - Bandstand (1972 szeptember) Larry Norman - Only Visiting This Planet (1972) Malcolm and Alwyn - Fool's Wisdom (1973) Peter Banks - Two Sides of Peter Banks (1973) Brian Eno - Here Come the Warm Jets (1973 szeptember): Wetton két számnál közreműködik basszusgitáron ("Baby's on Fire" és "Driving Me Backwards") Pete Sinfield - Still (1973) Bryan Ferry - Another Time, Another Place (1974, július) - Let's Stick Together (1976 szeptember) - In Your Mind (1977 február) - The Bride Stripped Bare (1978 szeptember) Uriah Heep - Return to Fantasy (1975) - High and Mighty (1976) Roxy Music - Viva! (1976 július) Phil Manzanera - Diamond Head (1975) - K-Scope (1978 - Wetton Manzanera (1987) Duncan Mackay - Score (1977) Atoll - Rock Puzzle (1979) Jack-Knife - I Wish You Would (1979) Roger Chapman - Mail Order Magic (1980) - Hyenas Only Laugh for Fun (1981) Wishbone Ash - Number the Brave (1981) MCA Records David Cross - Exiles (1997) Steve Hackett - Genesis Revisited (1997): Wetton énekel az első és ötödik számban. Utóbbiban basszusgitáron is közreműködik. - The Tokyo Tapes (1998) - Genesis Revisited II (2012): Wetton énekel és gitáron játszik az "Afterglow" számban. - Genesis Revisited: Live at Hammersmith (2013): Wetton énrkel az "Afterglow" számban. - Genesis Revisited: Live at the Royal Albert Hall (2014): Wetton énekel a "Firth of Fifth" számban. Qango - Live in the Hood (2000) Daniele Liverani - Genius A Rock Opera – Episode 1 (2002) Martin Turner's Wishbone Ash - Argus Through The Looking Glass (2008) Mystic Records Alan Simon - Excalibur II: The Celtic Ring - Excalibur III Eddie Jobson - Ultimate Zero – The Best of the U-Z Project Live (2010) - Four Decades (2015) Ayreon - The Theory of Everything (2013) InsideOut Music Renaissance - Grandine il vento (2013) District 97 - One More Red Night – Live in Chicago (2014) |